# Ювілейна медаль 50 - річчя правління Франца Йосифа для цивільних осіб і державних службовців
Ювілейна медаль для державних службовців (нім. Jubiläums-Erinnerungsmedaille für Zivilstaatsbedienstete) — нагорода Австро-Угорщини в честь 50-річчя правління цісаря Франца Йосифа I.

## Історія
Пам'ятна ювілейна медаль для державних службовців була заснована в 1898 році на честь 50-ї річниці вступу на престол імператора Франца Йосифа I. На аверсі бронзової медалі було зображення імператора та напис «FRANC IOS. I. D. G. IMP. AUSTR REX BOH. ETC. AC AP REX HUNG.». На звороті — напис «SIGNUM MEMORIAE» (на згадку), поміщений усередині лаврового вінка, і дата «MDCCCXLVIII — MDCCCXCVIII» (1848—1898). Нагороду отримали всі, хто на момент її запровадження у 1898 р. перебував на державній службі. Завдяки напису на реверсі ця нагорода відома ще як «Signum Memoria».